# Мозес Кобнан
Мозес Кобнан (англ. Moses Cobnan; нар. 10 вересня 2002, Лагос) — нігерійський футболіст, нападник російського клубу «Краснодар». Виступав також за клуби «Середь» та «Подбрезова».

## Ігрова кар'єра
Мозес Кобнан народився 2002 року в місті Лагос. Розпочав займатися футболом на батьківщині у школі клубу «Обазз». У професійному футболі дебютував 2021 року виступами за словацьку команду «Середь», проте за короткий час був відправлений у оренду до іншого словацького клубу «Слован Дусло», а в 2022 році повернувся до клубу «Середь». Протягом 2022 року футболіст перейшов до іншого словацького клубу «Подбрезова», в якому грав до середини 2023 року. З 2023 року Кобнан став гравцем російського клубу «Краснодар». Станом на 12 листопада 2024 року відіграв за краснодарську команду 31 матч в національному чемпіонаті.

## Титули і досягнення
- Чемпіон Росії (1):

«Краснодар»: 2024-25